# Ондиеки, Йобес
Йобес Ондиеки — кенийский легкоатлет, который специализировался на дистанции 5000 метров.
Родился в городе Кисии, провинция Ньянза, Кения. Учился в университете штата Айова. Во время учёбы он многократно становился чемпионом национальной ассоциации студентов по кроссу. Выступил на Олимпиаде 1988 года, на которой занял 12-е место. Двукратный победитель мемориала Ван-Дамма в 1990 и 1991 годах. На олимпийских играх 1992 года финишировал 5-м, с результатом 13.17,50. В 1993 году установил мировой рекорд на дистанции 10 000 метров и впервые в истории пробежал дистанцию быстрее 27 минут — 26.58,38. Победитель пробега Carlsbad 5000 1989 года.
Чемпион мира 1991 года на дистанции 5000 метров.